# エイミー・ブルーム
エイミー・ブルーム（Amy Beth Bloom, 1953年6月18日 - ) は、アメリカの作家、心理療法家。

## 経歴
ニューヨーク生まれ。現在コネチカット在住。心理療法士として働くかたわら、「ニューヨーカー」「ニューヨーク・タイムズ・マガジン」などに寄稿。
1993年刊行の初の短篇集『銀の水（原題：Come to Me）』が全米図書賞最終候補に。
1997年、初の長篇『Love Invents Us』刊行。
2000年、第二短篇集『A blind Man Can See How Much I Love You』刊行。全米批評家協会賞最終候補に。
ドラマや映画の脚本を手がけるとともに、イエール大学創作科で教鞭をとっている。

## 邦訳作品
- 『銀の水』鴻巣友季子 訳、幻冬舎、1995年12月

- 『リリアン』小竹由美子 訳、新潮社、新潮クレスト・ブックス、2009年6月

## 作品

### 長編
- Love Invents Us (1997)
- Away (2007)
- Lucky Us (2014)
- White Houses (2018)

### 短編集
- Come to Me: Stories (1993)
- A Blind Man Can See How Much I Love You: Stories (2000)
- The Story (2006)
- Where the God of Love Hangs Out (2009)
- Rowing to Eden (2015)